# HEGRA

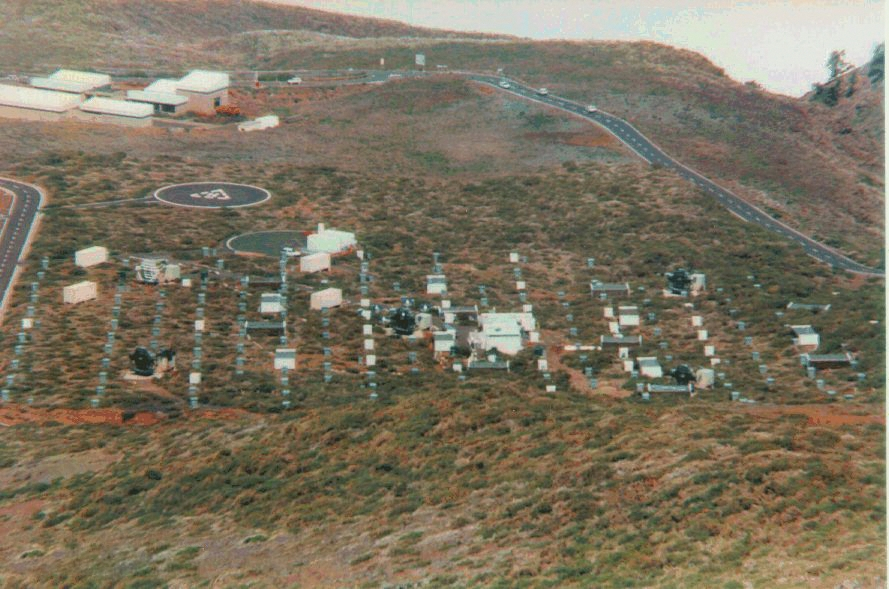
HEGRA no ano 1997.

HEGRA (acrónimo de High Energy Gamma Ray Astronomy) foi uma experiência realizada entre 1987 e 2002, destinada a detectar radiação gama de alta energia proveniente de objectos astronómicos. Os equipamentos foram instalados nas imediações do Observatório Astrofísico do Roque de los Muchachos, a 2 200 m de altitude, no flanco do Roque de los Muchachos, ilha de La Palma (Canárias). O observatório foi dotado com equipamentos capazes de detectar as partículas secundárias criadas pelas cascatas de electrões desencadeadas pela radiação gama na atmosfera terrestre. Na detecção da radiação de Cherenkov os diversos tipos de sensores instalados permitiam detectar partículas com energias na gama 0,5-10 000 TeV. O HEGRA foi desactivado em 2002 e substituído, no mesmo local, pelo Telescópio MAGIC.